# بحران‌های جمهوری
بحران‌های جمهوری (به انگلیسی: Crises of the Republic) مجموعه‌ای از چهار مقاله از هانا آرنت است، که به سیاست معاصر آمریکا و بحران‌هایی که در دهه ۱۹۶۰ و ۱۹۷۰ با آن روبه‌رو بود می‌پردازد. این کتاب اولین بار در سال ۱۹۷۲ منتشر شد.

## ساختار
بحران‌های جمهوری سومین مجموعه از مجموعه‌های آرنت بود و همان‌طور که عنوان فرعی دروغ گفتن در سیاست، نافرمانی مدنی، دربارهٔ خشونت، افکاری در باب سیاست و انقلاب نشان می‌دهد، شامل چهار مقالهٔ به‌هم پیوسته در مورد سیاست معاصر آمریکا و بحران‌هایی است که در دههٔ ۱۹۶۰ و ۱۹۷۰ با آن روبه‌رو بود. مقالهٔ اول، «دروغ گفتن در سیاست» به دنبال توضیحی در رابطه با فریبکاری دولت در مورد جنگ ویتنام، طبق اوراق پنتاگون است. «نافرمانی مدنی» جنبش‌های مخالف را مورد بررسی قرار می‌دهد، و آخرین مقاله با عنوان «افکاری در باب سیاست و انقلاب» یک تفسیر است، در قالب مصاحبه‌ای دربارهٔ مقالهٔ سوم با عنوان «دربارهٔ خشونت».

## دربارهٔ خشونت
در «دربارهٔ خشونت»، که سومین مقاله‌ها از این مجموعه است، آرنت با تصور غالب که قدرت ناشی از خشونت است، و خشونت شدیدترین تجلی قدرت است را می‌شکند. قدرت و خشونت پدیده‌های جداگانه‌ای هستند:
قدرت و خشونت متضاد هستند؛ جایی که یکی سیطره‌ای مطلق دارد، دیگری غایب است.
توضیح این که خشونت دولتی مستلزم سازماندهی، یعنی قدرت است:
در رقابت خشونت ضد خشونت، حکومت مطلقاً برتر بوده‌است؛ اما این برتری تنها تا هنگامی برقرار می‌ماند که ساختار قدرت در دولت دست نخورده باقی بماند -یعنی تا هنگامی که دستورات اطاعت شوند و ارتش و نیروهای پلیس برای استفاده از سلاح‌های خود آماده باشند. … وقتی قدرت فرو می‌پاشد، انقلاب ممکن می‌شود نه ضروری.
به‌طور کلی، آرنت قدرت را به عنوان خصوصیت یک گروه تعریف می‌کند:
قدرت توانایی انسان است نه فقط برای عمل، بلکه به مثابهٔ عملی مشترک. قدرت هرگز دارایی یک فرد نیست؛ بلکه به گروه تعلق دارد فقط هنگامی که گروه با هم (متحد) بمانند، قدرت وجود (اگزیستنس) دارد. هنگامی که می‌گوییم کسی "دارای قدرت" است در واقع ما به قدرت عمل او که به دست شمار معینی از افراد فراهم آمده‌است و به نمایندگی از آنها عمل می‌کند، اشاره داریم.
گرچه خشونت پیش‌شرط قدرت نیست، با این وجود ممکن است ابزاری برای قدرت باشد.
قدرت ذات هم حکومت‌هاست، اما خشونت نه. خشونت، طبیعت ابزاری دارد؛ هر ابزاری، برای رسیدن به هدف، مستلزم قاعده و راهنما و موجه بودن است؛ و آنچه برای موجه بودن، مستلزم چیز دیگری است، نمی‌تواند ذات چیزی باشد.
از آنجا که دیوان‌سالاریها به شکل «حکومت هیچ کس» تعریف می‌شوند، خشونت را به خود جلب می‌کنند. در نتیجه، دیوان‌سالاری‌ها رابطهٔ بین خود و افرادی که بر آنها حاکم هستند را مستثنی می‌کند.

## ترجمه‌های فارسی
- خشونت و اندیشه‌هایی دربارهٔ سیاست و انقلاب، ترجمهٔ عزت‌الله فولادوند، تهران: خوارزمی، ۱۳۶۹
- بحران‌های جمهوریت، ترجمهٔ امین عسکری‌زاده و فلورا عسکری‌زاده، تهران: گام نو، ۱۳۹۶
- بحران‌های جمهوری، ترجمهٔ علی معظمی، تهران: فرهنگ جاوید، ۱۳۹۷
- بحرانهای جمهوری، ترجمهٔ کیومرث پارسایی، تهران: علم، ۱۴۰۲